# BAC 167 ストライクマスター
BAC 167 ストライクマスター
ストライクマスター MK.88
- 用途：攻撃機
- 製造者：BAC
- 運用者** サウジアラビア他
- 初飛行：1967年10月
- 生産数：156機
- 生産開始：1968年
- 運用状況：現役

BAC 167 ストライクマスター (BAC 167 Strikemaster) はイギリスのブリティッシュエアクラフトコーポレーション (BAC) で製造されたジェットCOIN・軽攻撃機である。

## 概要
ストライクマスターは、ハンティング社製ジェット・プロヴォスト並列複座型練習機の武装型として計画され、BAC.145の名称で開発が開始された。しかし、軽攻撃機として運用するには機体構造のさらなる強化が必要であることが指摘され、各種航法装置や射出座席を装備したBAC.167へ名称変更されて1967年に初飛行した。この航空機は軽攻撃もしくは対ゲリラ戦用のCOIN機としての運用を前提としており、イギリス空軍が導入することは無かった。
1957年に、フォーランド ナットやホーカー ハンターと共に中東やアフリカに配備された部隊が運用するデ・ハビランド ベノムの後継戦闘爆撃機候補として挙げられたことがあるが、ホーカー ハンターの改良型ハンター FGA.9が採用された。

## 派生型
- ストライクマスター Mk.80：サウジアラビア向け。25機製造。
- ストライクマスター Mk.80A：サウジアラビア向け。追加発注により20機製造。
- ストライクマスター Mk.81：南イエメン向け。4機製造。
- ストライクマスター Mk.82：オマーン向け。12機製造。
- ストライクマスター Mk.82A：オマーン向け。追加発注により12機製造。
- ストライクマスター Mk.83：クウェート向け。12機製造。
- ストライクマスター Mk.84：シンガポール向け。16機製造。
- ストライクマスター Mk.87：ケニア向け。6機製造。
- ストライクマスター Mk.88：ニュージーランド向け。16機製造。
- ストライクマスター Mk.89：エクアドル向け。22機製造。
- ストライクマスター Mk.89A：エクアドル向け。追加発注により1機製造。
- ストライクマスター Mk.90：スーダン向け。10機製造。

## 採用国
- エクアドル
- オマーン
- クウェート
- ケニア - Mk.87[1]。退役済み[2]。
- コートジボワール
- サウジアラビア
- シンガポール
- スーダン
- ニュージーランド
- ボツワナ - 退役。現在はCF-5A/Dを使用。
- 南イエメン

## スペック (ストライクマスターMk.87)
諸元
- 乗員：2名
- 全長：10.27 m
- 全幅：11.25 m
- 全高：3.10 m
- 翼面積：19.8 m2
- 本体重量：2,772 kg
- 最大離陸重量：5,220 kg
- エンジン：ロールス・ロイス バイパー Mk.535 ターボジェット(15.2 kN)×1基

性能
- 最大速度：834 km/h
- 行動半径：233 km
- 最高高度：12,200 km

武装
- 機銃：7.7 mm (0.303 in) 口径単銃身機関銃(弾丸550発)×2挺。
- 武装：主翼下8ヶ所のハードポイントに1,364 kg までの増槽、機関銃ポッド、ロケット弾ポッド、無誘導爆弾、ナパーム弾を搭載。